# Pico Timão
O Pico Timão é uma elevação portuguesa localizada nas freguesias de Guadalupe e Luz no concelho de Santa Cruz da Graciosa, ilha Graciosa, arquipélago dos Açores.
Este acidente geológico tem o seu ponto mais elevado a 398 metros de altitude acima do nível do mar e faz parte integrante da Complexo da Serra Dormida. Nas suas imediações encontra-se a localidades de Feteira, e de Pedras Brancas.
O vale ao seu supé é percorrido por uma escoada lávica  e basáltica recente, originada nesta formação e que deu origem a um solo de biscoito rochoso.